# Coenraad Jacob Temminck
Coenraad Jacob Temminck (ur. 31 marca 1778 w Amsterdamie, zm. 30 stycznia 1858 w Lisse) – holenderski zoolog oraz arystokrata. Był także pierwszym dyrektorem Narodowego Muzeum Naturalnego w Lejdzie od roku 1820 aż do śmierci.
Temminck przez całe życie zajmował się zwierzętami; badał głównie ptaki – jego dzieło pt. Manuel d'ornithologie, ou Tableau systematique des oiseaux qui se trouvent en Europe, wydane w 1815 było podstawą ornitologii przez wiele kolejnych lat. Zajmował się również wieloma innymi zwierzętami i opisał wiele ich gatunków, głównie występujących w obszarze Oceanu Spokojnego oraz Oceanu Indyjskiego, Indii oraz Azji Południowo-Wschodniej.
Opisał m.in. takie gatunki jak łuskowiec stepowy, japoński krab pacyficzny czy biegus mały (większość z nich została nazwana jego imieniem).
Był członkiem Królewskiej Holenderskiej Akademii Sztuk i Nauk